# Furnes (Norwegen)
Furnes ist ein Ort in der Kommune Ringsaker in der Provinz Innlandet in Norwegen.

## Geschichte
Der zwischen Hamar und Brumunddal gelegene Ort Furnes erhielt 1891 seine Selbstständigkeit von der Kommune Vang. 1964 wurde die Kommune Furnes wieder aufgelöst und es erfolgte die Eingemeindung nach Ringsaker. Der Name des Ortes geht auf das norwegische Wort für Kiefer (norwegisch Furu) zurück.

## Sehenswürdigkeiten
In Furnes befindet sich eine aus Stein gebaute Kirche mit 390 Sitzplätzen. Die Fertigstellung der Kirche, für deren Bau auch Trümmersteine des Domes von Hamar verwendet wurden, erfolgte nach Plänen aus dem Jahre 1697 innerhalb von fünf Jahren zwischen 1702 und 1707.  Am 12. Juli 1708 wurde die neue Kirche durch Bischof Hans Munch geweiht. 1876 bis 1878 wurde die Kirche durch den norwegischen Architekten Paul Due umfangreich restauriert.

## Persönlichkeiten

### Söhne und Töchter der Stadt
- Ole Dehli (1851–1924), Jurist und Politiker
- Henry Amdahl (1921–1993), Skispringer
- Ole Ellefsæter (1939–2022), Skilangläufer und Leichtathlet
- Jon Balke (* 1955), Jazz-Pianist

### Persönlichkeiten, die vor Ort gewirkt haben
- Edvard Grimstad (1933–2014), Politiker, wirkte in Furnes von 1955 bis 1956